# معسكرات الاعتقال الإيطالية

## طلب دمج الصفحتين عن "معسكرات الاعتقال الإيطالية"
مرحبًا،
وجدت أن هناك صفحتين تتناولان نفس الموضوع:
- معسكرات الاعتقال الإيطالية
- معسكرات الاعتقال الإيطالية في ليبيا

المحتوى متكرر بشكل كبير بين الصفحتين، ولا يضيف كل منهما معلومات تختلف أو تستحق التفريق. أقترح دمج المحتوى في صفحة واحدة مع التناسب الصحيح للعناوين وتحويل المسار المناسب.
اقترح اسم صفحة جديد يشمل محتوى الصفحتين: المعتقلات الإيطالية في ليبيا
شكرًا للجميع على جهودكم.

تشمل معسكرات الاعتقال الإيطالية معسكرات من الحروب الاستعمارية الإيطالية في إفريقيا بالإضافة إلى معسكرات للسكان المدنيين من المناطق التي احتلتها إيطاليا خلال الحرب العالمية الثانية. تعرضت ذاكرة المعسكرين إلى «فقدان الذاكرة التاريخي». أدى قمع الذاكرة إلى مراجعة تاريخية في إيطاليا  وفي عام 2003 نشرت وسائل الإعلام الإيطالية بيان سيلفيو برلسكوني بأن بينيتو موسوليني «كان يستخدمه فقط لإرسال الناس في إجازة». 

## الحروب الاستعمارية
| اسم المخيم       | موقع المخيم | بلد اليوم | تاريخ التأسيس | تاريخ الفسخ | العدد التقديري للسجناء | العدد التقديري للوفيات |
| ---------------- | ----------- | --------- | ------------- | ----------- | ---------------------- | ---------------------- |
| نوكرا            | نوكرا       | إريتريا   | 1930s         | 1941        |                        |                        |
| أبيار            | أبيار       | ليبيا     | 1930          | 1933        | 3,123                  |                        |
| أجيدابيا         | اجدابيا     | ليبيا     | 1930          | 1933        | 10,000                 |                        |
| العقيلة          | العقيلة     | ليبيا     | 1930          | 1933        | 10,900                 |                        |
| مرسى البريقة     | البريقة     | ليبيا     | 1930          | 1933        | 21117                  |                        |
| سيد احمد المغرون | المجرن      | ليبيا     | 1930          | 1933        | 13,050                 |                        |
| Soluch           | سلوق        | ليبيا     | 1930          | 1933        | 20123                  |                        |
| دنان             | مقديشو      | الصومال   | 1935          | 1941        | 6000                   | 3,175                  |

## الحرب العالمية الثانية
| اسم المخيم                                        | موقع التجمع      | بلد اليوم    | تاريخ التأسيس  | تاريخ الفسخ            | العدد التقديري للسجناء | العدد التقديري للوفيات |
| ------------------------------------------------- | ---------------- | ------------ | -------------- | ---------------------- | ---------------------- | ---------------------- |
| بكار                                              | بكار             | كرواتيا      | 31 ديسمبر 1942 | 1 يوليو 1943           | 893                    |                        |
| بولزانو                                           | جنوب التيرول     |              | 8 سبتمبر 1943  | 29 أبريل و 3 مايو 1945 | 11000                  |                        |
| كامبانا                                           | ساليرنو          |              | 15 يونيو 1940  | 19 سبتمبر 1943         |                        |                        |
| Chiesanuova                                       | بادوفا           |              | يونيو 1942     |                        |                        |                        |
| Ferramonti di Tarsia                              | كوزنسا           |              | صيف 1940       | 4 سبتمبر 1943          | 3,800                  |                        |
| جيادو                                             | جدو ، ليبيا      | ليبيا        | يناير 1942     | 24 يناير 1943          | 3,146                  | 562                    |
| جونارز                                            | بالمانوفا        |              | مارس 1942      | 8 سبتمبر 1943          | 7000                   | 453 ؛ > 500            |
| مامولا                                            | جزيرة مامولا     | الجبل الأسود | 30 مايو 1942   | 14 سبتمبر 1943         | 2,322                  | 130                    |
| مونيجو                                            | تريفيزو          |              | 1 يوليو 1942   | مايو 1945              | 10,000                 | 187-225                |
| مولات                                             | جزيرة مولات      | كرواتيا      | 28 يونيو 1942  | 8 سبتمبر 1943          | 20000                  | ق. 1,000               |
| راب، معسكرات منفصلة للسلوفينيين / الكروات واليهود | جزيرة الرب (عرب) | كرواتيا      | يوليو 1942     | 11 سبتمبر 1943         | 10000 ؛ 15000          | 2000 ؛ > 3500 ؛ 4,000  |
| Renicci di Anghiari                               | أرزو             |              | أكتوبر 1942    |                        |                        |                        |
| Risiera di San Sabba                              | تريست            |              | أكتوبر 1943    | أبريل 1945             | > 11,500               | 4000-5000              |
| فيسكو                                             | بالمانوفا        |              | شتاء 1942      |                        |                        |                        |
| زلارين                                            | زلارين           | كرواتيا      | مارس 1943      | يونيو 1943             | 2.500                  | 26                     |
| كامبو دي فوسولي                                   | كاربي            |              | مايو 1942      | مارس 1944              |                        |                        |